# Tomislav Koljatić Maroević
Mons. Tomislav Koljatić Maroević (Santiago da Chile, 19. rujna 1955.) je biskup čileanske linareške biskupije. 
Hrvatskog je podrijetla. Roditelji su mu podrijetlom s Hvara i Brača (majka iz Starog Grada na Hvaru, a otac iz Pražnica na Braču). Po ocu potomak je plemićke obitelji otoka Brača koja se spominje 1657. godine. 
Zaredio se, odnosno postao je svećenikom 1987. Postupak za postavljanje za pomoćnog biskupa nadbiskupije Concepcióna je pokrenut 1997. godine, a isti dan je pokrenut postupak za njegovo postavljanje za naslovnog biskupa Bencenne. Na Bogojavljenje, 6. siječnja 1998. ga je papa Ivan Pavao II. i zaredio za biskupa Bencenne. 15. ožujka 2003. je postao biskupom linareške biskupije.

## Vanjske poveznice
- Izvod iz catholic-hierarchy.org (engl.)
- Maroevićev kratki životopis sa stranice Biskupske konferencije Čilea  Arhivirana inačica izvorne stranice od 20. prosinca 2015. (Wayback Machine) (španj.)